# Le Pertuis
Le Pertuis is een gemeente in het Franse departement Haute-Loire (regio Auvergne-Rhône-Alpes) en telt 375 inwoners (1999). De plaats maakt deel uit van het arrondissement Le Puy-en-Velay.

## Geografie
De oppervlakte van Le Pertuis bedraagt 11,7 km², de bevolkingsdichtheid is 32,1 inwoners per km².
De onderstaande kaart toont de ligging van Le Pertuis met de belangrijkste infrastructuur en aangrenzende gemeenten.

## Demografie
Onderstaande figuur toont het verloop van het inwonertal (bron: INSEE-tellingen).